# Huldine Beamish
Hulda (Huldine) Elisabet Constantia Beamish, född Mosander den 16 april 1836 i Stockholm, död den 24 december 1892 i Stockholm, var en svensk centralgestalt inom den tidiga svenska spiritismen.   
Beamish var dotter till kemisten Carl Gustaf Mosander och Hulda Philippina Forsström. Hon gifte sig med den irländske godsägaren, kapten Richard Pickott Beamish. Huldine Beamish var mor till friherrinnan Huldine Fock och mormor till grevinnan Mary von Rosen och Carin Göring.
Huldine Beamish var berest och hade mött spiritismen i England 1874. År 1890 grundade Beamish och hennes dotter Huldine Fock det spiritistiska Edelweissförbundet i Stockholm. Det uppstod ur en tidigare sammanslutning, Klöverbladet, som hon förts in i av väninnan Bertha Valerius.
Under signaturen Edelweiss skrev hon bidrag i tidskrifterna Idun och Nya Dagbladet Allehanda samt utgav tre böcker; varav kan nämnas Spiritismen i dess rätta belysning (1889) samt Tre bilder ur Leo Tolstoys lif (1891). Hon hade själv träffat Leo Tolstoj. Sommaren 1889 hade hon slagit följe med den amerikanska läkaren Alice Stockham på hennes resa till Ryssland och besökt Tolstoj på Jasnaja Poljana.
Huldine Beamish är begravd på Lovö kyrkogård.